# Miwa Oshiro
Miwa Oshiro (大城 美和), född 26 augusti 1983, är en japansk gravure idol, fotomodell och skådespelerska.

## Biografi
Miwa Oshiro föddes i Hokkaido i Japan den 26 augusti 1983, med pappa från Okinawa och mamma från Hokkaido. Som tonåring uppmärksammades hon för sina stora bröst som är ovanligt hos japanska kvinnor, och fick därför jobb som amatörmodell för ett tidningsmagasin redan som femtonåring.
1999 flyttade hon till Tokyo och gjorde hon sitt kliv in i nöjesvärlden, fick exklusivt modellkontrakt med tidningen CanCam och var med i flera TV-reklamer. Efter detta har hon gjort ett flertal photobooks, gravurefilmer och även deltagit som röstskådespelare till flera kända animefilmer som "Eiken" och "Hunabku".
Mellan 2003 och 2005 var hon reporter på TV Tokyos Channel 12.

## DVD-filmer
- Maui Densetsu (2001)
- Crazy for mie? (2001)
- Tele Tesa Angel Eye - Private Resort (2002)
- Final Beauty (2002)
- D-Splash! (2002)
- Treasure Vol 13 (2003)
- Miwa In Hawaii (2003)
- Cover Girls (2003)
- Nishojo Tanteidan - Asuka Kara No Kaze (2003)
- Miwa Oshiro -SuperCharge- (2003)
- Idol One: Perfume (2003)
- Se-Jo! Series A: Miwa Oshiro (2004)
- Silky Collection Se-Jo! 2 B (2004)
- Beach Angels - Miwa Oshiro in Belau (2004)
- A Day Off (2005)
- Tukkataa (2006)